# Trinidad in Tobago
Trinidad in Tobago (angleško Trinidad and Tobago), uradno Republika Trinidad in Tobago (Republic of Trinidad and Tobago), je najjužnejša otoška država v Karibih. Leži 11 kilometrov od obale severovzhodne Venezuele in 130 kilometrov južno od Grenade in jo sestavljajo glavna otoka Trinidad in Tobago ter številni manjši otoki. Ima skupno morsko mejo z Barbadosom na vzhodu, Grenado na severozahodu, Svetim Vincencijem in Grenadinami na severu ter Venezuelo na jugu in zahodu.
Otok Trinidad so stoletja naseljevali staroselci, preden je po prihodu Krištofa Kolumba leta 1498 postal kolonija španskega imperija. Španski guverner José María Chacón je otok leta 1797 predal britanski floti pod poveljstvom sira Ralpha Abercrombyja. Trinidad in Tobago sta bila leta 1802 na podlagi Amienske pogodbe kot ločeni državi prepuščena Veliki Britaniji, leta 1889 pa sta se združila. Leta 1962 je država pridobila neodvisnost in leta 1976 postala republika.
Trinidad in Tobago ima od leta 2022 v obeh Amerikah peti najvišji BDP na prebivalca po pariteti kupne moči (PPP), za ZDA, Kanado, Bahami in Gvajano. Svetovna banka ga priznava kot gospodarstvo z visokim dohodkom. Za razliko od večine karibskih držav in ozemelj, ki se v veliki meri zanašajo na turizem, je gospodarstvo Trinadada in Tobaga predvsem industrijsko s poudarkom na naftni in petrokemijski industriji.
Trinidad in Tobago je znan po afriški in indijski kulturi, kar se odraža v velikih praznovanjih karnevala, divalija in hosaja. Je tudi rojstni kraj steelpana, plesa limbo ter glasbenih stilov, kot so kalipso, soca, rapso, parang, chutney in chutney soca.